# カニミジングモ

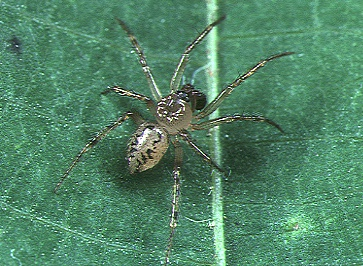
雄成体

カニミジングモ Phycosoma mustelium (Simon, 1888) は、ヒメグモ科のクモである。日本のミジングモでは個体数の多いもので、アリを捕らえて食べる。

## 特徴
体長は雌で2.0-2.5mm、雄では2.8-3.5mm、ごく小型の蜘蛛であるが、ミジングモとしては中庸の大きさである。雌では頭胸部は卵形に近くて黄褐色で、頭部の方がゆるやかに盛り上がって黒みがかる。腹部は灰黄色で、背面左右には黒い斑紋が前後に連なっているが、斑紋には個体差がある。全体に黒色の個体もある。
雄の色や模様は雌とほぼ同じで、より腹部が小さい。頭胸部は形態が全く異なる。輪郭は円に近いが周囲が全体に急激に高まってほぼ円筒形である。前方では頭部が少し盛り上がり、背面中央の首溝が皺になってくぼむ。歩脚も黄褐色で、第四脚が最も長い。

## 分布と生息環境
北海道、本州、四国、九州、南西諸島に分布する。国外では韓国、中国、ロシア、インドネシアから知られる。
平地から産地まで広く見られる。山林や林道沿いから雑木林、草原、公園にまで生息する。この類では個体数の多い普通種である。

## 生態等
新海(2006)は成体が6-9月に見られるとしているが、浅間他(2001)は成体が秋に出現し、成体で越冬すると記している。草などの間に糸を引いて下がり、近づいてくるアリに糸を投げかけて捕獲する。捕らえたアリは糸でぶら下がって食べる。ミジングモは種類によって狙うアリの種やその幅が異なるが、本種の場合、大型のクロヤマアリからごく小型のサクラアリまで狙い、特に選択性の低いジェネラリストとされる。

## 分類
本種が所属するツツミジングモ属は、日本では6種知られている。その内でキベリミジングモ P. flavomarginatum が全体に本種と似ている。この種では腹部が黒く、背甲の中央に黒くて幅広い縦斑がある。